# José Espiau y Muñoz
José Espiau y Muñoz (Sevilla, 14 de noviembre de 1879 - ibídem, 7 de mayo de 1938) fue un arquitecto español. Fue uno de los principales representantes de la arquitectura regionalista en la primera mitad del siglo XX. 

## Biografía

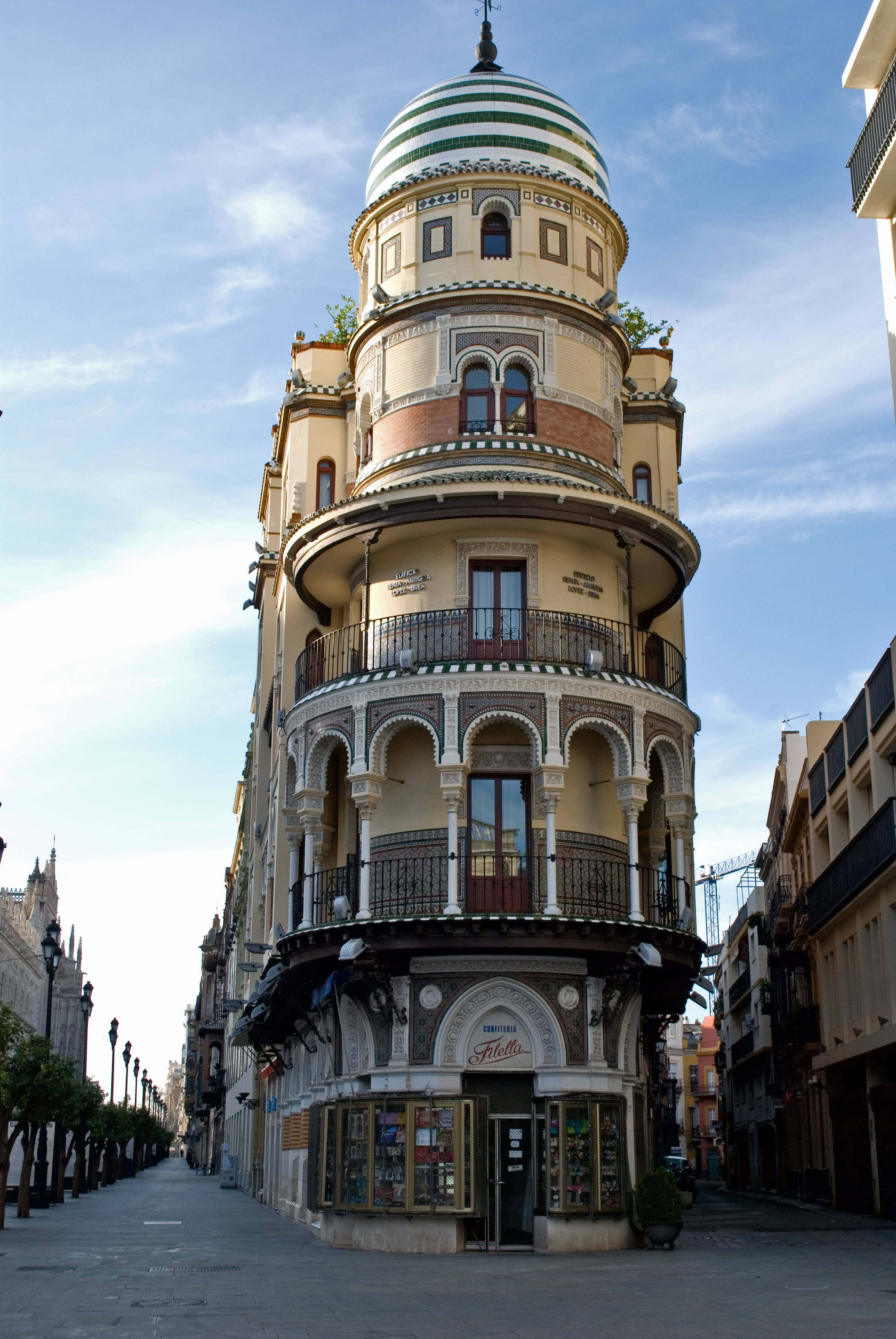
Edificio La Adriática, finalizado en 1922.

Era hijo de José Espiau de la Coba, maestro de obras, y Trinidad Muñoz e Iñiguez. Estudió el bachiller en el Colegio de Escolapios. En 1895 se matriculó en la Facultad de Ciencias la Universidad de Sevilla, con resultados mediocres al principio, que mejoró después. En 1898 entró en la Escuela Superior de Arquitectura de Madrid, donde entabló amistad con el arquitecto José Gómez Millán hijo del arquitecto José Gómez Otero y cuñado de Aníbal González). Cuatro años después ingresó en la escuela el hermano de José Gómez Millán, Antonio, que también entablaría una sólida y fructífera amistad con Espiau Muñoz. Los hermanos Gómez Millán introdujeron a Espiau conociese mejor a los arquitectos Aníbal González y Juan Talavera y Heredia.
En 1907 vuelve a Sevilla, donde ejercería casi toda su carrera. Fue contratado como arquitecto de la Escuela de Bellas Artes de San Fernando y montó también su propio estudio de arquitectura.
En los inicios de su carrera mostró interés por el modernismo y realizó algunas obras inspiradas en este estilo, aunque a partir de 1909 empezó a decantarse  por el regionalismo.
Entre 1911 y 1914, Aníbal González realizó el pabellón Mudéjar. Inspirado por este, Espiau proyectó entre 1912 y 1914 el edificio del establecimiento comercial La Ciudad de Londres, que a su vez serviría de modelo para algunas de las obras de Juan Talavera y Heredia. Entre 1914 y 1922 Espiau construyó, en la entonces recién creada calle Cánovas del Castillo (actual avenida de la Constitución), el edificio de la compañía de seguros La Adriática, un inmueble regionalista con un logrado mirador de planta circular.
José Julio Lissén le encargó Espiau una nueva plaza de toros para construir en el barrio de San Bernardo, conocida como la Monumental. En 1915 el arquitecto Francisco Urcola Lazcanotegui le ayudó a ultimar dicha plaza, que fue inaugurada en 1918. Lastrada por defectos de edificación, tuvo que cerrar en 1921 y se derribó en 1930.
En 1916 el Comité de la Exposición Iberoamericana convocó un concurso para la edificación de un gran hotel en la Puerta de Jerez. El Comité optó por un proyecto presentado por Espiau y Urcola. Aunque el diseño era de ambos, Urcola solamente hizo el anteproyecto y los planos y la dirección de las obras estuvieron a cargo de Espiau. El hotel Alfonso XIII, llamado como el entonces monarca, fue concluido en 1928.
En 1920 La República Argentina le encargó un pabellón expositivo para la región de Mendoza. Aunque el arquitecto realizó el proyecto, este nunca llegó a construirse.

## Obra

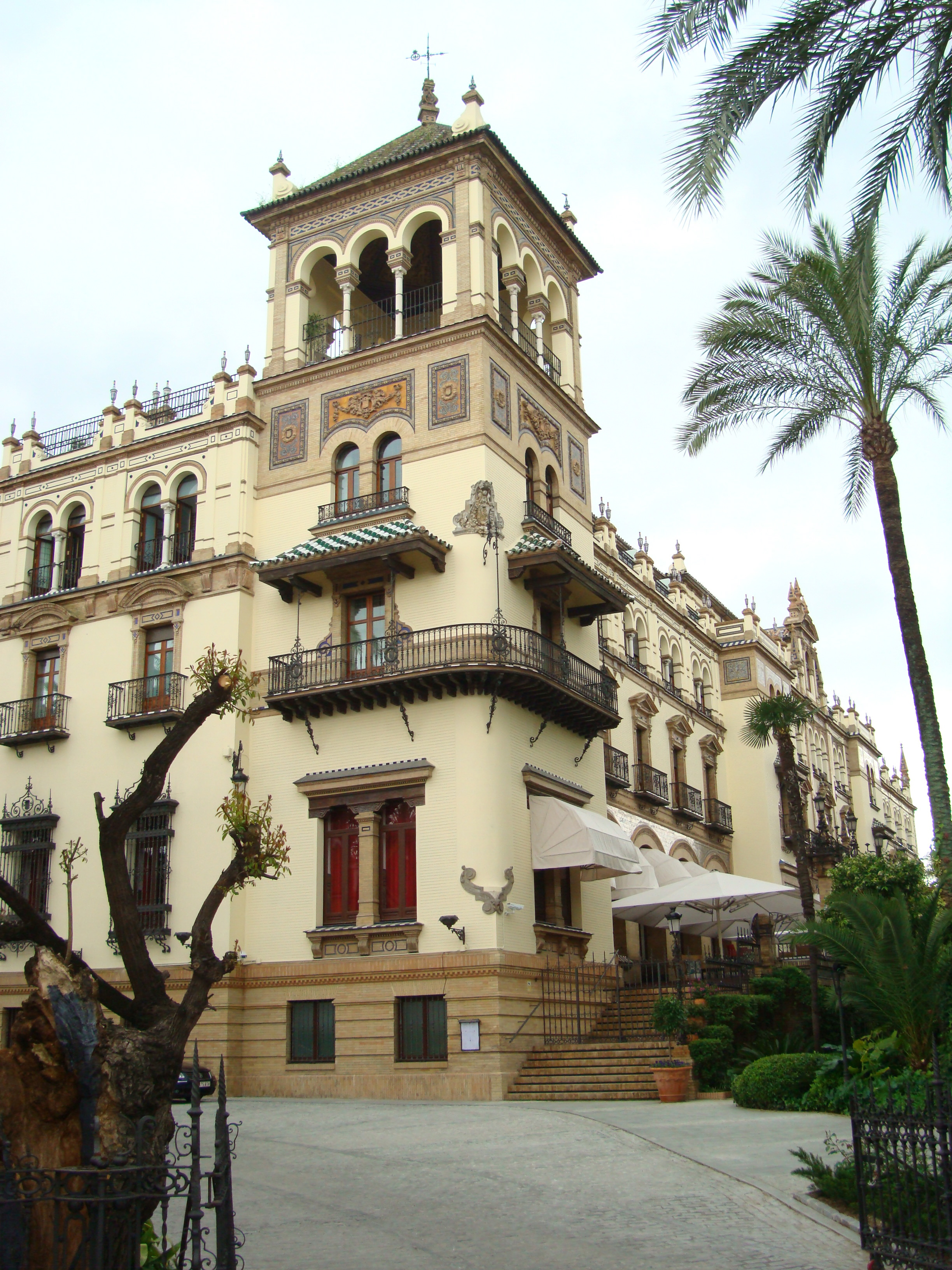
Un torreón del hotel Alfonso XIII.

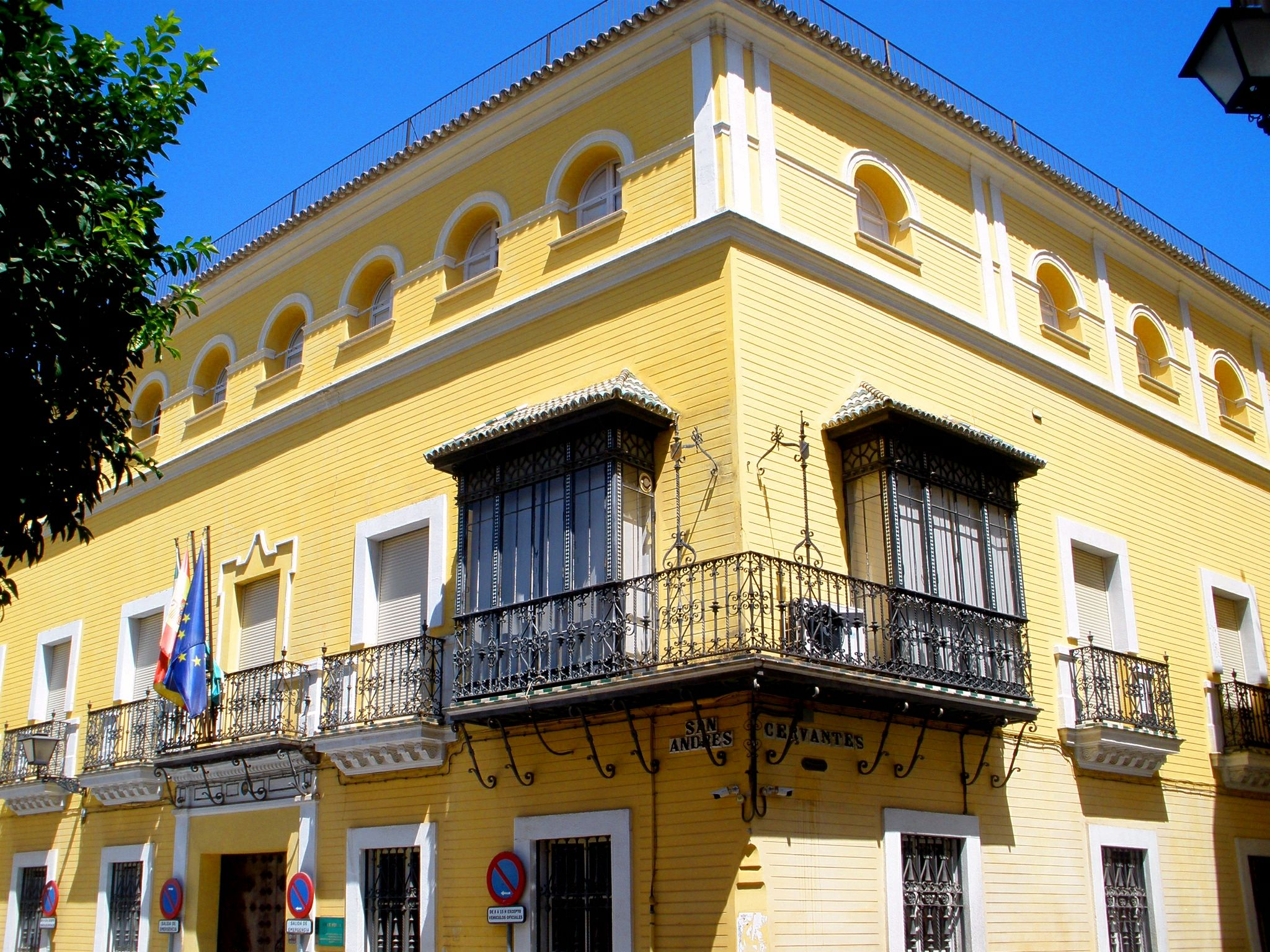
Casa Lissen.

Espiau fue uno de los arquitectos más prolíficos del regionalismo. Entre sus principales obras pueden citarse las siguientes:
- 1907-1908. Casa. Calle Orfila, 11, Sevilla. Fue su primera obra. Constituye uno de los principales edificios modernistas de la ciudad.[16]
- 1907-1908. Casa. Calle Álvarez Quintero esquina con Chicarreros. Se trata de un inmueble con algunos elementos neomedievales.[17]
- 1908-1909. Iglesia del Dulce Nombre de Jesús, para las Irlandesas. Castilleja de la Cuesta. Es de estilo neogótico.[16]
- 1908. Fachada posterior de la Casa de Pilatos. Calle Imperial, Sevilla.
- 1908-1909. Casa Grosso. Calle San Pablo, 3. Sevilla. Modernismo con detalles secesionistas.[17]
- 1910-1914. Casa. Calle Pérez Galdós, 1, Sevilla. Modernismo con detalles secesionistas.[17]
- 1910. Casa. Avenida de la Constitución, 12-13, Sevilla.
- 1910. Edificio Seguros Santa Lucía. Avenida de la Constitución con fachada también a la calle San Gregorio, Sevilla.
- 1910. Casa. Calle San Gregorio, 24, Sevilla.
- 1910-1914. Casa. Calle Feria, 110, Sevilla.
- 1911-1913. Casa. Plaza San Francisco, 13, Sevilla. Modernismo con detalles secesionistas.[7]
- 1911-1912. Casa. Plaza San Francisco, 12, Sevilla.
- 1911-1913. Casa. Plaza de la Encarnación, 28, Sevilla.
- 1912-1914. Casa. Avenida de la Constitución, 4, Sevilla.
- 1912-1913. Casa. Calle Sierpes, 20-22. (Reformada).
- 1913-1915. Salón Llorens. Calle Sierpes esquina con calle Rioja. Fue una sala de proyecciones.[18]
- 1912. Casa. Calle Hernando Colón, 24, Sevilla.
- 1913. Venta La Alegría. (Desaparecida).
- 1913. Casa. Calle Feria, 77, Sevilla.
- 1913. Casa. Calle Alfarería, 8, Sevilla.
- 1913-1914. Casa. Calle San Bernardo, 4, Sevilla.
- 1913-1915. Casa. Avenida de la Constitución, 12, Sevilla. (Desaparecida).
- 1913-1918. Reformas del castillo de la Monclova. Carretera Nacional IV. Fuentes de Andalucía, provincia de Sevilla.
- 1915-1918. Casa. Reforma. Calle Mármoles, 5, Sevilla.
- 1915. Escuelas en Castilblanco.
- C. 1915. Fábrica La Esperanza. Avenida Eduardo Dato, Sevilla. (Desaparecida).
- C. 1915. Proyecto de ensanche calle Feria-Cruz Verde.
- 1916-1928. Hotel Alfonso XIII. Con un anteproyecto de Francisco Urcola Lazcanotegui.
- 1916-1920. Casa. Calle San Hermenegildo, 2, Sevilla.
- 1916-1917. Casa. Calle San Luis, 27, Sevilla.
- 1917. Casa. Calle Santa Teresa, 17, Sevilla. (Reformada).
- 1917. Fábrica de Fernández y Roche. Calle Heliotropo, 4, Sevilla.
- 1918-1919. "La casa sin balcones". Calle O'Donell, 28, Sevilla.
- 1918-1919. Casa Lissen, Calle San Andrés, 4.
- 1919-1920. Residencia particular del contratista de obras públicas Amadeo Saturnino Recio. C/ Demetrio de los Ríos, 3, Sevilla.[cita requerida]
- C. 1919. Casa Aragón. Aguilar de la Frontera (Córdoba).
- 1921-1922. Villa Pilarica, avenida Cruz del Campo, Sevilla.
- 1921-1923. Villa Casilda, avenida Cruz del Campo, Sevilla. (Desaparecida).
- 1922. Proyecto de urbanización de la avenida Eduardo Dato, Sevilla.
- C. 1922. Villa Felipa. Avenida de la Borbolla, Sevilla. (Desaparecida).
- 1925-1926. Factoría de la Comisaría Algodonera del Estado en Tabladilla. En colaboración con Lorenzo Ortiz e Iribás.
- C. 1925. Panteón de Fernández y García de la Villa. Cementerio de San Fernando, Sevilla.
- 1925. Casa para exposición de la fábrica Mensaque. Calle San Jacinto, 22, Sevilla.[19]
- 1925. Casa para Luis Mensaque. Calle San Jacinto, 24, Sevilla.[19]
- 1925-1926. Casa. Calle Montevideo, 26, Sevilla.
- 1927-1928. Viviendas del Monte de Piedad, Ronda Capuchinos núm. 5, Sevilla.
- 1927-1928.  Edificio Pedro Roldán. Plaza del Pan (Sevilla).
- 1927-1929. Casas para Antonio González. Avenida de la Constitución, Sevilla. Donde se encontraba el antiguo colegio de San Miguel.
- 1926. Dos chalets en Torre del Mar, provincia de Málaga.
- C. 1928. Panteón de Fernández y Roche. Cementerio de San Fernando, Sevilla.
- 1928-1929. Garage Hotel. Plaza del Sacrificio, Sevilla. Para los viajeros que fueran a la exposición en coche.[20]
- 1930-1931. Casa para la viuda de Aníbal González. Avenida de la Palmera, 14, Sevilla. En colaboración con Juan Talavera y Heredia.
- 1931. Casa. Plaza de Doña Elvira, 7, Sevilla.
- 1935-1936. Casa. Calle Vida, 1, Sevilla.
- 1937-1938. Casa. Calle Adolfo Rodríguez Jurado, 6, Sevilla. Obra póstuma finalizada por José Manuel Benjumea Vázquez.